# Guatteria peckoltiana
Guatteria peckoltiana R.E.Fr. – gatunek rośliny z rodziny flaszowcowatych (Annonaceae Juss.). Występuje naturalnie w Brazylii, w stanie Rio de Janeiro. 

## Morfologia
PokrójZimozielone drzewo lub krzew.
LiścieMają eliptyczny kształt. Mierzą 8–12 cm długości oraz 1,5–2,5 szerokości. Liść na brzegu jest całobrzegi. Wierzchołek jest tępy.

## Biologia i ekologia
Rośnie w lasach.